# Henry Dissing
Henry Dissing (1931 – 10. december 2009) var en dansk mykolog og specialist i bægersvampe. Han var i mange år lektor ved Københavns Universitet, hvor han forestod undervisningen om svampe i samarbejde med Morten Lange.
Standard-auktorbetegnelse for arter beskrevet af Henry Dissing:  Dissing

## Udvalgte arter beskrevet af Henry Dissing
- Urnula groenlandica
- Lathraeodiscus arcticus

## Udvalgte videnskabelige værker
- Dissing, Henry & Morten Lange (1962) Gasteromycetes of Congo. Bulletin du Jardin botanique de l'État à Bruxelles 32 (4): 325-416.
- Dissing, Henry (1966) The genus Helvella in Europe: with special emphasis on the species found in Norden. Dansk Botanisk Arkiv 25 (1): 1-172.
- Dissing, Henry, Lise Hansen, Knud Ramkær & Ulrik Søchting (1981) Introduktion til svampe. København, Nucleus. 144 s.
- Dissing, Henry (1981) Four new species of Discomycetes (Pezizales) from West Greenland. Mycologia 73 (2): 263-273.
- Dissing, Henry (1989) Mycological studies dedicated to Morten Lange. Opera Botanica 100. 274 s.
- Dissing, Henry & Sigmund Sivertsen (1988) Lathraeodiscus arcticus gen. nov. sp. nov. (order Pezizales): a new discomycete from North Greenland and Svalbard. Mycologia 80 (6): 832-836.